# Мертва наречена
«Мертва наречена» — кінофільм режисера Філіпа Крігера, що вийшов на екрани в 2005 році.

## Зміст
Саймон довго добивався руки красуні Наталі. І ось настав довгоочікуваний день весілля, і, здавалося б, чергова щаслива родина починає свій життєвий шлях. Та в останній момент дівчина втікає. Розгніваний наречений знаходить її і в пориві люті вбиває. Однак це не втамовує його безмежний гнів, і він заходить ще далі...

## Ролі
| Актор           | Роль |
| --------------- | ---- |
| Саша Нопф       | -    |
| Аарон МакФерсон | -    |
| П.Дж. Соулз     | -    |
| Іярі Лаймон     | -    |
| Кріста Кемпбелл | -    |
| Райан Хансен    | -    |
| Жілон Гай       | -    |
| Джуліан Берлін  | -    |
| Brandon Largent | -    |
| Джефф Паріс     | -    |

## Знімальна група
- Режисер — Філіп Крігер
- Сценарист — Філіп Крігер
- Продюсер — Філіп Крігер, Хосе Хеуда Гарсіа, Кріс Мур
- Композитор — Джон Корлис